# Tychowo (Sławno)
Tychowo (deutscher Name bis 1937: Wendisch Tychow, dann: Tychow) ist ein Dorf in der polnischen Woiwodschaft Westpommern und gehört zur Landgemeinde Sławno (Schlawe) im Kreis Sławno.

## Geografische Lage
Tychow liegt neun Kilometer südöstlich der Kreisstadt Sławno (Schlawe) an der Woiwodschaftsstraße Nr. 209 (Sławno –) Warszkowo (Alt Warschow) – Suchorze (Zuckers) – Kołczygłowy (Alt Kolziglow) – Bytów (Bütow). Die nächste Bahnstation ist Sławno an den Bahnstrecken Berlin – Stettin – Köslin – Stolp – Danzig und Darłowo (Rügenwalde) – Bytów (Bütow). Im Ort zweigt eine Nebenstraße über Słonowice (Groß Schlönwitz) nach Słupsk (Stolp) ab, das 25 Kilometer entfernt liegt.
Der östliche Ortsrand von Tychowo ist zugleich die Grenze zwischen den Kreisen Sławno und Słupsk und den Woiwodschaften Westpommern und Pommern. Am nördlichen Teil zieht sich ein leichter Höhenzug von West nach Ost, dessen höchste Erhebung mit 58 Metern der Chropa Wiec (Rauher Berg) ist. Im Südwesten und Süden grenzt Tychowo an die Wieprza (Wipper).

## Ortsname
Der Ortsname Tychowo beziehungsweise (Wendisch) Tychow entstammt dem Wendischen und bedeutet „Ruhe“, „Stille“. Früher auch Tichowe und Tichow genannt, dann aber Wendisch Tychow zur Unterscheidung zwischen Groß Tychow (polnisch auch: Tychowo) und Woldisch Tychow (polnisch: Tychówko), die beide im Kreis Belgard lagen (Tychówko liegt heute im Powiat Świdwiński (Schivelbein)). Ab 29. Dezember 1937 wurde Wendisch Tychow nur noch Tychow genannt.

## Ortsgeschichte
Die Gegend um Schlawe (polnisch: Sławno) war bereits 4000 Jahre vor Christus besiedelt oder zeitweise bewohnt, wie für Tychow Urnenfunde und Grabanlagen am Rauhen Berg (Chropa Wiec) belegen. Die erste urkundliche Erwähnung stammt aus dem Jahre 1229, als Herzog Barnim I. dem Johanniterorden den Besitz von Wendisch Tychow bestätigt. Nachdem der Johanniterorden seinen Besitz um Schlawe aufgegeben hatte, ging das Lehen an die Familie von Bonin (1409: "Hennynk Bonyn", 1453: "Teslaf Bonin to Tichowe"). Aufgrund eines Tauschvertrages zwischen Herzog Bogislaw X. mit dem Kanzler Jürgen von Kleist kam der Ort 1509 in den Besitz der von Kleist und ist es bis 1945 geblieben.
Im Jahre 1792 suchte eine schwere Seuche den Ort heim. 171 Personen erkrankten, neun Kinder starben. 1840 errichtete man eine Ziegelei, von deren Erzeugnissen zwei Waldarbeiterhäuser in Aalgaten (Wodnica), das Gärtnerhaus, der Dorfkrug, zehn Landarbeiterdoppelhäuser, die Brennerei gebaut und der Turm der Kirche renoviert wurden. 1911 brannte der sogenannte Mittelhof im Dorf ab und wurde durch zwei neue Häuser für fünf Familien ersetzt.
Im Jahre 1939 lebten in der 2670,5 Hektar umfassenden Gemeinde 593 Einwohner in 152 Haushaltungen. Es gab in Tychow 17 bäuerliche Betriebe unter und 28 Betriebe über zehn Hektar. Das Rittergut hatte eine Gesamtgröße von 1976 Hektar. Es gab im Ort einen Gasthof, ein Lebensmittelgeschäft mit Bäckerei, eine Dorfschmiede, drei Schneidereien, eine Schuhmacherei, eine Poststelle und ein Standesamt. Bürgermeister war zuletzt Reinhold Klatt.
Am 7. März 1945 brach der größte Teil der Dorfbewohner auf, um nach Stolpmünde (polnisch: Ustka) zu fliehen. Der Treck kam aber nur bis Thyn (Tyń), als er in die aus Stolp (Słupsk) vorrückende Rote Armee geriet und sich nur unter großen Verlusten nach Tychow zurückretten konnte. Hier hatten die sowjetischen Truppen bereits große Schäden angerichtet – geraubt, geplündert und gemordet.
Tychow kam unter polnische Verwaltung, und die deutsche Bevölkerung wurde aus dem Ort vertrieben. Dazu gehörte am 4. Mai 1946 Ewald Graf von Kleist, der noch bis zuletzt in Tychow ausharren konnte und in Ersatz für den Pfarrer die seelsorgerlichen Belange übernommen hatte. Tychow wurde unter der Bezeichnung Tychowo ein Ortsteil der Gmina Sławno im Powiat Sławieński.

## Ortsgliederung bis 1945
Zu Tychow gehörten vor 1945 zehn Wohnplätze bzw. Ortschaften:
1. Aalkaten (polnisch: Wodnica), zwei Kilometer südostwärts des Dorfes, zwei Doppelhäuser für Waldarbeiter
2. Eduardsruh (Rozdałowo), Vorwerk, zwei Kilometer nördlich des Dorfes an der Grenze zu Neu Warschow (Warszkówko), benannt nach dem Erbauer Heinrich Eduard Erdmann von Kleist (1789–1856)
3. Erdmannshof (Komorze), Gutsvorwerk, ein Kilometer westlich des Dorfes im Großen Kuhmoor, früher Torfstich für Brennzwecke, ebenfalls benannt nach Heinrich Eduard Erdmann von Kleist
4. Grünhof (Wrzoski), Siedlung 1,5 Kilometer südostwärts des Dorfes an der heutigen Woiwodschaftsstraße 209 nach Zollbrück (Korzybie), um 1850 entstanden, fünf Bauernhöfe
5. Niedermühle (Mąciwoda), ursprünglich eine Mühle am Mühlenbach 800 Meter südlich des Dorfes, dann Gutsförsterei und Baumschule, daneben Festplatz
6. Poggenkaten (Bagno), sechs Bauerngehöfte
7. Scheidelbach, 1865/67 an der Grenze zu Ziegnitz (Ściegnica) angelegter Bauernhof
8. Seehof (Klesno), 1772 aus königlichen Gnadengeldern angelegtes Vorwerk an der heutigen Woiwodschaftsstraße 209 nach Zollbrück (Korzybie) an den Wipperwehren, zwei Kilometer südwestlich des Dorfes, Gutschäferei
9. Sigurdshof (Waszkowo), ehemaliges Mühlenvorwerk an der heutigen Woiwodschaftsstraße 209, 2,5 Kilometer südostwärts des Dorfes, ein Nebengut, in dessen Gutshaus 1940/1941 das illegale Predigerseminar der Bekennenden Kirche unter Dietrich Bonhoeffer versteckt arbeitete
10. Trift (Drewno), Siedlung südlich des Dorfes zwischen Poggenkaten und Niedermühle, drei Bauernstellen

## Kirche

### Kirchspiel
Die Kirchengemeinde von Tychow und seinen Vorwerken bildete mit der Filialgemeinde Notzkow (polnisch: Noskowo) ein Kirchspiel. Die Bevölkerung des Kirchspiels war evangelisch. Zur Pfarrei gehörte ein Hof, der immer verpachtet war.
Patron der Kirche war der jeweilige Besitzer der Güter Tychow und Notzkow, zuletzt vor 1945 waren es Rittmeister a. D. Ewald Graf von Kleist (Tychow) und Gräfin Zitzewitz (Zitzewitz, für Noskow). Das Kirchspiel zählte im Jahre 1940 insgesamt 1430 Gemeindeglieder, von denen 780 im Pfarrdorf und 650 im Filialort wohnten.
Bis 1945 gehörte (Wendisch) Tychow zum Kirchenkreis Schlawe der Kirchenprovinz Pommern in der Kirche der Altpreußischen Union. Heute liegt Tychowo im Kirchspiel Koszalin (Köslin) der Diözese Pommern-Großpolen in der polnischen Evangelisch-Augsburgischen Kirche.
Seit 1945 sind die meisten Einwohner von Tychowo römisch-katholischer Konfession. Das Dorf ist jetzt Filialkirchengemeinde der Parochie (Parafia) Słonowice (Groß Schlönwitz) im Dekanat Sławno im Bistum Köslin-Kolberg der Katholischen Kirche in Polen.

### Pfarrkirche

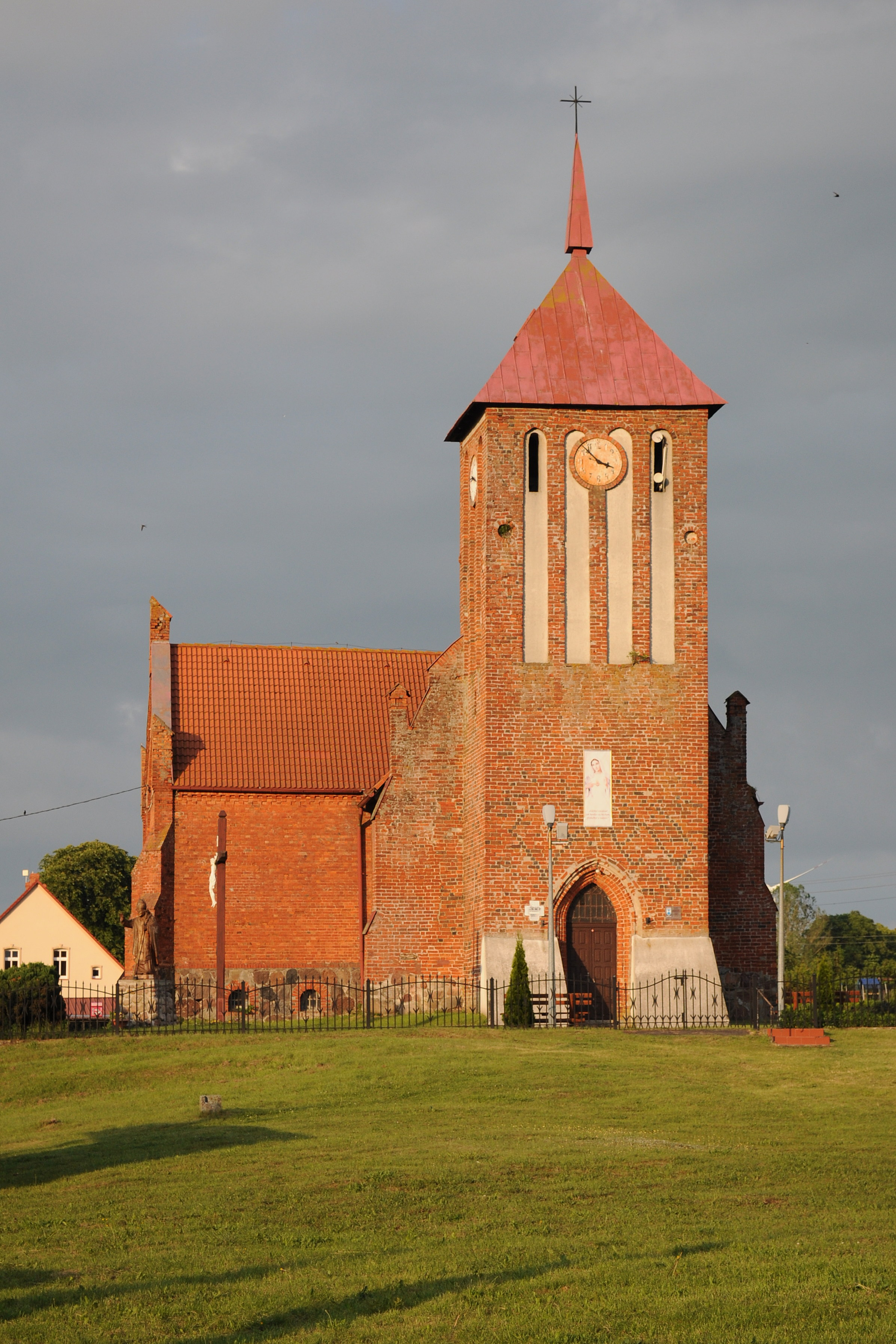
Kirche in Tychowo

Die Tychower Kirche, die auf einer kleinen Erhebung mitten im Dorf liegt, ist ein Backsteinbau auf einem Sockel aus Feldsteinen. Sie wurde 1282/84 begonnen, aber großenteils im 14. Jahrhundert errichtet. Am Turm gibt es spätgotische Rhombenmuster aus dunkel glasierten Ziegelsteinen. An den polygonalen Chor kam eine halbrunde Sakristei. In der zweiten Hälfte des 19. Jahrhunderts wurde an der Nordseite des Schiffs ein für die Gutsherrschaft bestimmter Querhausarm angebaut.
Seit der Reformation hat die Kirche einen Kanzelaltar. An den Wänden waren früher zwei Epitaphe für Oberst von Kleist und für Georg Ewald von Kleist aus dem 18. Jahrhundert.
Nach 1945 wurde die Tychower Kirche zugunsten der katholischen Kirche enteignet. Am 20. Oktober 1958 wurde sie neu geweiht und erhielt den Namen MB Królowej Polski (Gottesmutter, Königin Polens).

### Pfarrer bis 1945
1. Matthias Lübbecke, um 1550
2. Georg Glaffe, 1603–?
3. Petrus Kirchovius, 1652–1657
4. Matthäus Vanselow, 1658–1685
5. Markus Antonius Schmidt (Schmieden), 1687–1694
6. Johann Heinrich Vanselow (Sohn von Matthäus Vanselow), 1694–1716
7. Jakob Ephraim Neumann, 1717–1743
8. Gottfried Salomon Hartsch, 1744–1763
9. Johann Christoph Dorsch, 1764–1774
10. Christian Friedrich Schröder, 1774–1775
11. Bernhard Christoph Nemitz, 1775–1802
12. Erdmann Friedrich Wegener, 1803–1814
13. Franz Friedrich Gottlob Otto, 1816–1818
14. Johann Ehrenfried Juhl, 1819–1833
15. Karl Benjamin Krasting, 1833–1863
16. Eduard Wilhelm Lindemann, 1884–1902
17. Konrad David Harder, 1903–?
18. Ademeit, ?–1920
19. Richard Brunnemann, 1920–1927
20. Riderich Mekler, 1927–1936
21. Friedrich Bendig, 1936–1945

## Schule

### Schulhaus
Mitten im Dorf stand die aus roten Ziegelsteinen in den Jahren 1885/87 erbaute Schule, in der vier Klassen in zwei Räumen unterrichtet wurden. Im Obergeschoss war die Wohnung des Hauptlehrers, und im Dachgeschoss lagen die Zimmer des Junglehrers.
Die Anfänge des Schulwesens in (Wendisch) Tychow reichen bis in das Jahr 1690 zurück. Im Jahre 1870 wurde eine Schülerzahl von 200 Kindern genannt, und seit 1923 gab es eine dritte Lehrerstelle. Neben der Schule stand ein Gebäude mit einem Kindergarten.

### Lehrer
1. Moritz Luber, um 1690
2. Johann Bewersdorf, 1750–1761
3. Chr. Friedrich Tryglaff, um 1761
4. Christell, Daniel Gottlieb, bis 1812
5. Lenk, ab 1803
6. Wilhelm Neumann, 1837
7. Neubüser
8. Malonn
9. Albert Ernst
10. Otto Thieß
11. Karl Ernst, 1870
12. Johann Lange, 1870–1902
13. Julius Bartz, 1870–1876
14. Wilhelm Rubow, 1876
15. Christian Scheel, 1876–1878
16. Franz Wilde, 1878–1879
17. Paul Bütow, 1879–1880
18. Berthold Pagel, 1880–1883
19. Ferdinand Nimz, 1883–1887
20. Hermann Arndt, 1887–1891
21. Fritz Kannenberg, 1891–1892
22. Otto Gatzke, 1892–1896
23. Fritz Zech, 1896–1898
24. Reinhold Schwebke, 1898–1899
25. Wilhelm Pasewald, 1899–1903
26. Walter Parnicke, 1902
27. Alwin Zietlow, 1902–1909
28. Franz Panke, 1903–1905
29. Erich Sümmich, 1905–1907
30. Bernhard Lietz, 1907–1908
31. Heinrich Hildebrandt, 1908–1911
32. E. Lehrke, 1909
33. Werner Buhrke, 1911–1912
34. Karl Witt, 1909–1913
35. Karl Schwantz, 1909
36. Willi Kurth, 1911–1921
37. Paul Kuschel, 1921–1930
38. Hermann Hintze, 1923–1926
39. Ernst Papenfuß, 1930
40. Johann Trenkler, 1926–1934
41. Alfreed Drawz, 1930–1934
42. Köpke, 1934–1935
43. Krüger, 1934–1936
44. Otto Witt, 1935–1941
45. Heinz Luckow, 1936–1940
46. Heilke, 1941–1942 (aus Besow)
47. Ewald Wetzel, 1942–1944 (aus Alt Warschow)
48. Lau, 1944–6. März 1945 (aus Schlawe)

## Persönlichkeiten

### Söhne und Töchter des Ortes
- Werner Heinrich von Kleist (1703–1765), preußischer Generalmajor, zuletzt Kommandeur des Füsilierregiments Markgraf Heinrich
- Ewald Heinrich Erdmann Bogislaff von Kleist (1821–1892), preußischer Vice-Oberzeremonienmeister

### Mit dem Ort verbunden
- Eduard Erdmann Heinrich von Kleist (1789–1856), Gutsbesitzer; unter seiner Gutsherrschaft wurde der sieben Kilometer lange Wipper-Kanal gebaut, auch führte er die Merinoschafzucht in Pommern ein und betrieb die Intensivierung der Anbaumethoden und Nutzung der Erzeugnisse; erster Präsident der Pommerschen Ökonomischen Gesellschaft
- Friedrich Wilhelm von Kleist (1851–1936), Diplomat und Gutsbesitzer; ihm verdankte das Tychower Herrenhaus eine wertvolle Ausstattung mit antiken Möbeln aus Portugal, Schweden und Süddeutschland
- Ewald Graf von Kleist (1882–1953), Gutsbesitzer, stellvertretender Landrat des Kreises Schlawe und Mitglied des Pommerschen Provinzial-Landtages; in seiner Zeit erhielten die Turn- und Sportvereine eine besondere Förderung
- Diether-Dennies von Kleist (1890–1971), Offizier und Prähistoriker; er war Verfasser der „Urgeschichte des Kreises Schlawe“ und führte Ausgrabungen zur Vor- und Frühgeschichte im gesamten Kreisgebiet durch
- Ewald Wetzel (1903–1945), Lehrer und engagierter Heimatforscher, veröffentlichte Beiträge und Schriften zur Orts- und Kreisgeschichte